# برونو فيليبي سوزا دا سيلفا
برونو فيليبي سوزا دا سيلفا (26 مايو 1994 في البرازيل - ) هو لاعب كرة قدم برازيلي في مركز الوسط. لعب مع SC Austria Lustenau ‏.

## وصلات خارجية
- برونو فيليبي سوزا دا سيلفا على موقع قاعدة بيانات كرة القدم.إي يو (الإنجليزية)
- برونو فيليبي سوزا دا سيلفا على موقع Soccerbase.com (لاعب) (الإنجليزية)
- برونو فيليبي سوزا دا سيلفا على موقع Soccerway.com (الإنجليزية)
- برونو فيليبي سوزا دا سيلفا على موقع عالم كرة القدم.نت (الإنجليزية)